# Бакмасиха
Бакмасиха (рос. Бакмасиха) — присілок у Барабінському районі Новосибірської області Російської Федерації.
Входить до складу муніципального утворення Таскаєвська сільрада. Населення становить 425 осіб (2010).

## Історія
Згідно із законом від 2 червня 2004 року органом місцевого самоврядування є Таскаєвська сільрада.

## Населення
| 1926 | 2002 | 2007 | 2010 |
| ---- | ---- | ---- | ---- |
| 903  | ↘582 | ↘580 | ↘425 |